# Лестър Йънг
Лестър Уилис Йънг (на английски: Lester Willis Young) е американски джаз саксофонист, понякога и кларинетист. Прякорът му е През, който му е даден от Били Холидей като абревиатура от Президент.
Добива популярност като член на оркестъра на Каунт Бейзи. Един от най-влиятелните изпълнители на инструмента си. За разлика от много негови колеги с тежко свирене, Йънг работи с отпуснат, хладен тон и използва усложнени хармонии, като за него е характерен „свободно носещият се стил, спускайки се и гмуркайки се като чайка, залагайки на ниски и фънки рифове, които доставят удоволствие на танцуващи и слушащи“.
Известен е със своя хипстърски и интровертен стил. Популяризира голяма част от жаргона на хипстърите, който по-късно става неизменна част от музиката.

## Биография

### Детство
Малкият Лестър се ражда в Уудвил, Мисисипи.  Израства в музикално семейство. Баща му, Уилис Хенди Йънг, е учител с добро име, брат му Лий Йънг е барабанист , а няколко други негови роднини свирят професионално музика. Още невръстен, семейството му се премества в Ню Орлиънс, Луизиана, а по-късно заживяват в Минеаполис, Минесота. Уилис по-късно кара сина си да опознае тромпета, цигулката и барабаните, ведно със саксофона.
Свири в семейния бенд, който носи името Йънг Фемили Бенд. С него участва във водевилни представления и на карнавали. Напуска семейния бенд през 1927 г., когато е на 18, тъй като отказва да прави концерти в Южните щати. Причината е, че законите Джим Кроу са в сила и в обществените сгради е наложена расова сегрегация.

### С оркестъра на Каунт Бейзи
През 1933 г. се установява в Канзас Сити, където, след като свири за кратко в няколко бенда, той получава известност при Каунт Бейзи. Начинът му на свирене в бенда на Бейзи се отличава с отпуснат стил, който ярко контрастира на стегнатия подход на Колман Хокинс, изпълнителят на тенор саксофон с най-голямо влияние по това време.
Йънг напуска Бейзи, за да замени Хокинс в оркестъра на Флечър Хендерсън. Не след дълго напуска Хендерсън, за да свири шест месеца в бенда на Енди Кърк, след което се връща при Бейзи. Докато е при Бейзи, той прави записи с малък ансамбъл за Комодор Рекърдс на Милт Гейблър, The Kansas City Sessions. Макар че са записани в Ню Йорк (през 1938, събират се пак през 1944 г.), те носят името на групата Канзас Сити Севън и се състоят от Бък Клейтън, Дики Уелс, Бейзи, Йънг, Фреди Грийн, Родни Ричардсън и Джо Джоунс. Йънг свири на кларинет и на тенор в тези сесии. Той се изявява като майстор на кларинета, и личният му стил ясно проличава. Както Kansas City Sessions, работата му с кларинета от 1938 – 39 г. е добре документирана в записи с Бейзи, Били Холидей, малки ансамбли при Бейзи и органиста Глен Хардман.
След като кларинета на Йънг е откраднат през 1939 г., той се отказва от инструмента и това продължава до около 1957 година. През тази година Норман Гранц му дава един и го увещава да свири на него (с далеч по-различни резултати на този етап от живота на Йънг).

### Напускане на Бейзи
Йънг си тръгва от бенда на Бейзи в края на 1940 г. Според един от слуховете, той отказва да свири с групата на 13 декември, което се пада петък, по суеверни причини, и това го кара да вземе решението да напусне. Когато това става, той поема ръководството на няколко малки състава, в които влиза брат му, барабанистът Лий Йънг, през следващите няколко години; от този период са достъпни концертни и радио записи.
През този период Йънг акомпанира на певицата Били Холидей в няколко студийни сесии, датиращи от 1940 и 1941 г., и също така за първи път прави малко записи с Нат Кинг Коул през юни 1942 г. Студийните му записи са сравнително редки през 1942 – 43, главно поради забраната за записване, наложена от Американската федерация на музикантите. Холидей дава на Йънг прозвището През, съкратено от Президент.
През декември 1943 Йънг се връща при Бейзи за 10-месечен период, който е предсрочно прекратен, тъй като е мобилизиран в армията по време на Втората световна война. Записите от този и следващи периоди подсказват, че Йънг е започнал да вкарва в по-голяма употреба пластмасовите пластинки, които му дават по-тежък, по-учестен откъм дишане тон (но въпреки това, достатъчно гладък, в сравнение с много други негови колеги). Той никога не се отказва напълно от дървената пластинка, но използва пластмасовата пластинка в значителна част от периода между 1943 и смъртта си. Друга причина за удебеляването на тона му по това време е промяната в наустника, от метален „Ото Линк“ към ебонитен „Брилхарт“. През август 1944 г. Йънг се появява в краткометражния филм на Гьон Мили Jammin' The Blues ('Блус импровизации'), заедно с барабаниста Джо Джоунс, тромпетиста Хери Едисън – Сладкото, и колегата му тенор саксофонист Илиной Джакет.